# ハンニバル・ハムリン
ハンニバル・ハムリン（英語: Hannibal Hamlin, 1809年8月27日 - 1891年7月4日）は、アメリカ合衆国メイン州の政治家。メイン州議会議員として貢献し、後に下院議員に選出されその後上院議員に転身した。共和党に所属しメイン州知事を務めた後、1860年の大統領選挙でエイブラハム・リンカーンの伴走候補者として副大統領に当選した。共和党員として選出された、初の副大統領であった。

## 生涯

### 生い立ちと家族
メイン州オックスフォード郡サウス・パリスのパリ・ヒルの地区の中で、サイラス・ハムリンおよびアンナ・リヴァモア夫妻の間に生まれた。彼は1639年にマサチューセッツ湾植民地に入植したジェームズ・ハムリンから数えて6世代目であった。ハムリンの大叔父はニューハンプシャー州選出の上院議員、サミュエル・リヴァモアであり、メイン州司法長官スティーブン・エメリーの孫であった。
彼は地区学校およびヘブロン・アカデミーに通い、卒業後は父親の農場を管理した。その後数年間いくつかの仕事に取り組んだ：教師、コック、きこり、測量技師、パリスの週刊新聞の編集者および印刷会社の植字工。その後法律を学び、1833年に法曹界入りした。その後ハンプデンで弁護士業を始め、同地で1848年まで生活した。
ハムリンは1833年にサラ・ジェーン・エメリーとパリス・ヒルで結婚した。1855年にサラが死去すると、ハムリンは翌年に彼女の異母（父）姉妹であるエレン・ヴェスタ・エメリーと再婚した。ハムリンにはサラとの間に4人の子ども、ジョージ、チャールズ、サイラス、サラがいた。エレンとの間には2人、ハンニバル・Eおよびフランクがいた。エレンは1925年に死去した。

### 政治経歴
ハムリンの政治経歴は1836年に始まった。前年にメイン州議会議員に当選した彼は、1838年に勃発したアルーストック戦争に従軍し、1840年に連邦上院議員選に出馬するが落選する。1841年には州議会を去った。彼は1843年から1847年まで下院議員として二期を務め、上院に生じた空席を1848年に獲得し1851年に再選された。
下院議員としての活動初期から彼は奴隷制度の拡張に反対した。彼はウィルモット条項の支持者として1850年の妥協法案に対する反対演説を行った。民主党員ハムリンは1852年にフランクリン・ピアースの立候補を支援した。しかしながら彼は、奴隷制度を支持する民主党の政策に反対し党と袂を分かった。主としてミズーリ妥協を撤廃するカンザス・ネブラスカ法が1854年に可決されたことと、1856年に民主党がミズーリ妥協撤廃を支持したことが理由で、彼は1856年6月12日に民主党を離党し共和党に加わることとなった。このことは全国的なセンセーションとなった。
共和党は同年メイン州知事に彼を指名した。彼は多数派の支持を得1857年1月8日知事に就任した。しかしながら2月後半に彼は知事を辞職し1857年から1861年1月まで再び上院議員となった。

### 副大統領職

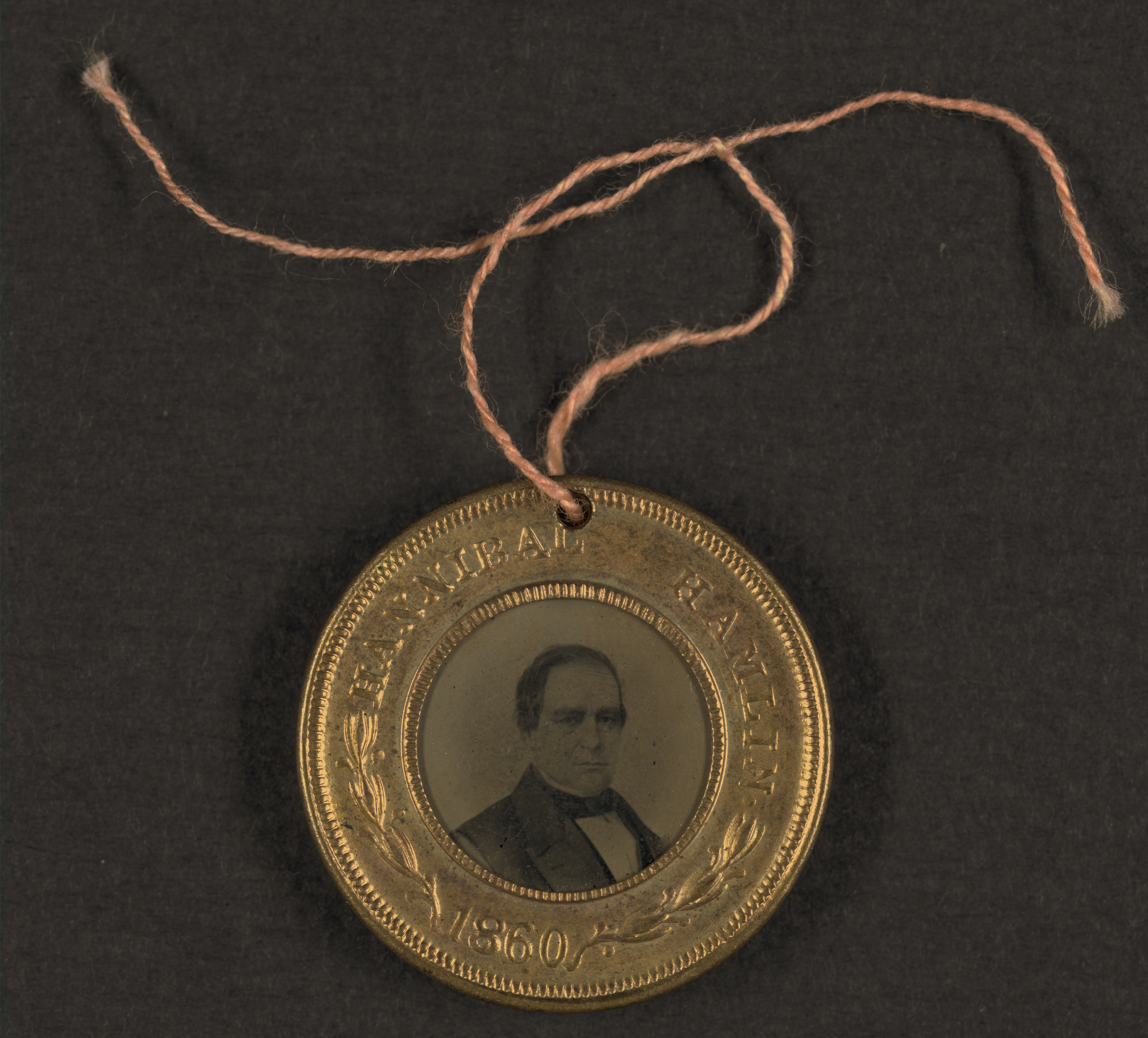
1860年の選挙戦で使用されたボタン。裏面はリンカーンの肖像。

ハムリンは1860年の大統領選挙で副大統領候補に指名された。彼は選挙が終了するまでエイブラハム・リンカーンと会うことは無かった。メインは共和党を受け入れた北東部における最初の州であり、そしてリンカーン＝ハムリンは地域バランスにおいて意味をなした。ハムリンは有能な演説者であり、反奴隷制の立場で知られていた。副大統領就任後はリンカーン大統領のチーフ・アドバイザーの1人として、政権内での権威はほとんど無かったものの、奴隷解放宣言および黒人の武装の両方を促した。彼はジョーゼフ・フッカーのポトマック軍指揮官就任を強く支持したが、それは惨めな失敗に終わった。1864年6月、共和党とウォー・デモクラットが国民統一党を結成した。1864年の大統領選挙において、リンカーンが再び大統領候補に指名されたが、急進的共和党員と見なされたハムリンは副大統領候補に指名されることはなく、代わりに南部出身の民主党員アンドリュー・ジョンソンが伴走候補者として指名されることとなった。リンカーンはその基本的支持の拡大を求め、また南部のレコンストラクションを予測していた。そこで、ジョンソンは自らが占領されたテネシーにおいて有能な戦争知事であることを証明した。対照的にハムリンは北部急進派の支持者であった。リンカーンとジョンソンは1864年11月に選出され、ハムリンの任期は1865年3月4日に終了した。
ハムリンとリンカーンは個人的には親しくなかったが、仕事上の付き合いは良好であった。当時のホワイトハウスの慣習では、副大統領が定期的に閣議に出席する必要が無かった。したがって、ハムリンはホワイトハウスを定期的に訪れることは無かった。メアリー・トッド・リンカーンとハムリンは互いを嫌い合っていたと言われる。ハムリンは「私は馬車の5番目の車輪にしか過ぎない。だから友達のためには何もできない」と不平を言った。
ハムリンは大統領になることはできなかったが、彼の副大統領職はメイン州共和党の半世紀に及ぶ国家への影響の到来を示すものであった。1861年から1911年まで、メイン州出身の共和党員は副大統領、財務長官（2度）、国務長官、上院仮議長、下院議長（2度）を占めることとなり、ジェイムズ・G・ブレインが大統領候補として選挙に出馬した。

### 後年と死
ハムリンは1869年から上院議員職を2期務め、1880年の選挙では心臓が弱っていたため、再出馬を辞退した。彼の最後の職は1881年から1882年までの駐スペイン公使であった。国務長官のジェイムズ・ブレインはガーフィールド大統領にスペイン公使にハムリンを指名するよう説得した。ハムリンは職を終えるとメイン州バンゴーに退いた。しかしながら地域の共和党に影響を与え続けた。
スペインから戻るとハムリンは公的生活から引退し、バンゴーで1851年に購入したイタリア風の大邸宅で暮らした。1891年7月4日、自ら設立したタラティン・クラブの集まりでカードを遊んでいる間に、ハムリンはソファーの上で死去した。81歳であった。彼はバンゴーのマウント・ホープ墓地に埋葬された。

## 家族
ハムリンには3人の息子がいた：チャールズ・ハムリン、サイラス・ハムリン、およびハンニバル・エメリー・ハムリン。チャールズとサイラスは南北戦争に従軍し、二人とも将官まで昇進した。サイラスは黒人兵の入隊に賛成した最初の合衆国軍士官の1人であり、彼自身ミシシッピ川を巡る戦いで黒人兵を含む旅団を指揮した。チャールズと妹のサラはリンカーンが暗殺された夜、フォード劇場で共に観劇していた。ハンニバル・エメリー・ハムリンは1905年から1908年までメイン州検事総長であった。ハンニバルのひ孫、サリー・ハムリンは子役として多くのスポークン・ワードを、20世紀の初めにビクタートーキングマシンで録音している。
彼の伝記は孫のチャールズ・E・ハムリンによるもの（1899年初版、1971年再版）と、H・D・ハントによるもの（1969年）がある。
サウスダコタ州ハムリン郡は彼にちなんで命名された。

## 参照
1. ↑  “アーカイブされたコピー”. 2012年2月5日時点のオリジナルよりアーカイブ。2012年10月1日閲覧。
2. ↑  http://www.mrlincolnswhitehouse.org/inside.asp?ID=89&subjectID=2